# Ziembin

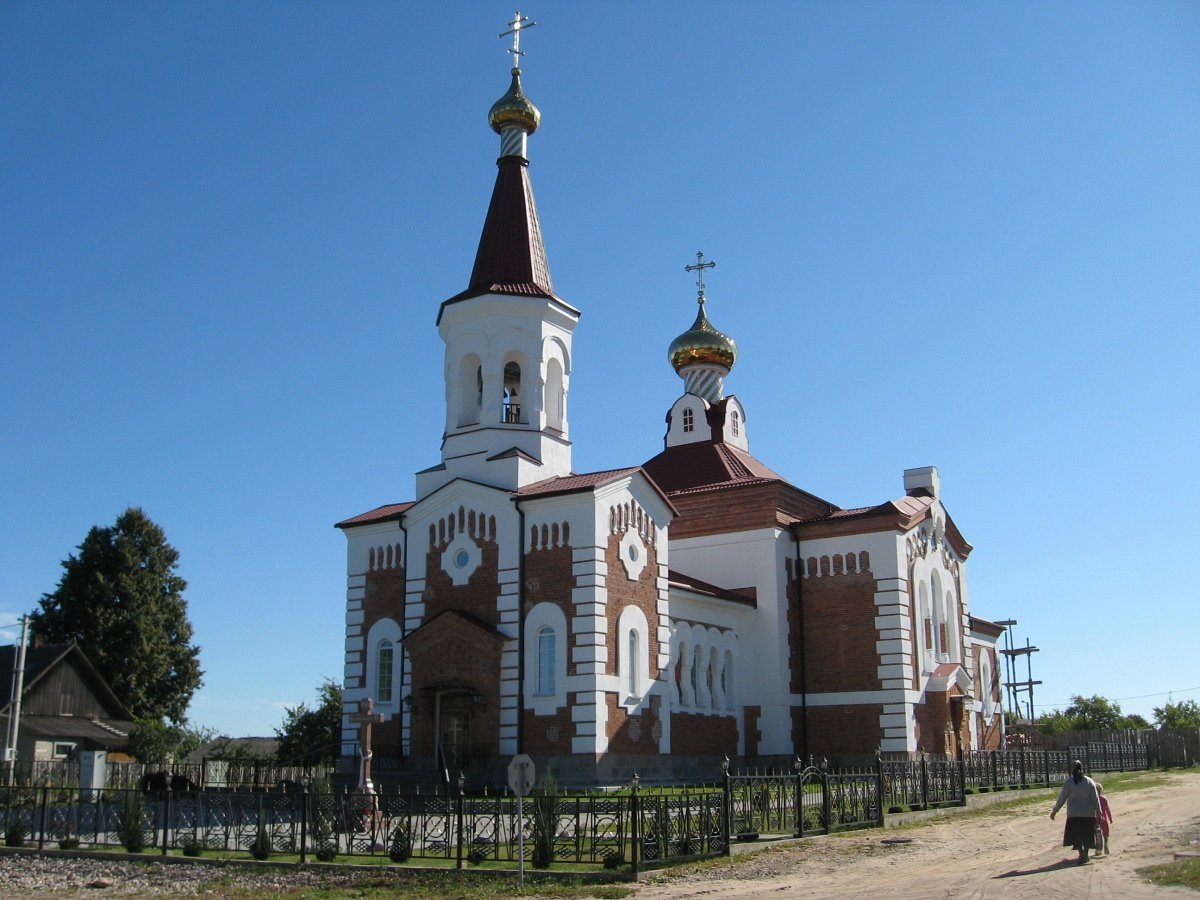
Cerkiew św. Michała Archanioła

Ziembin (biał. Зе́мбін, ros. Зембин) – wieś (dawniej miasteczko) na Białorusi położona w obwodzie mińskim, w rejonie borysowskim, centrum administracyjne ziembińskiego sielsowietu, oddalona od Borysowa o 29 km. Wieś leży nad rzeką Ziembinką.
Dobra refekcyjne kapituły wileńskiej. 

## Historia
Według badań XIX wieku, Zembin jest najstarszy wśród okolicznych wiosek. Chociaż dokładna data jego założenia jest nieznana, pierwsza pisemna wzmianka pochodzi z 1526 roku. W tym czasie już istniał duży majątek Radziwiłłów.
Ziembin był miejscowością leśną i kamienistą, niekorzystnie położoną wśród błot, wskutek czego nawiedzaną przez febry. Zarządzali nią kolejno Kiszkowie, a następnie Sakowiczowie, Chreptowiczowie i Lichodziejewscy. Ziembin nigdy nie posiadał praw czy przywilejów; rozwijał się powoli. Cała okolica została spustoszona wskutek przemarszu resztek Wielkiej Armii, uchodzącej za Berezynę pod wsią Studzianką. W miasteczku pierwszą noc po bitwie berezyńskiej nocował sam Napoleon Bonaparte.
Dziedzice Ziembina, Adam Sakowicz i Marcjanna z Tyszkiewiczów Sakowiczowie, późniejszy wojewodowie smoleńscy, w swoim miasteczku dziedzicznym Ziembinie w roku 1640 uczynili nową fundację kościoła i klasztoru dla ojców dominikanów prowincji ruskiej, skasowany w 1833 roku. Kościół przyklasztorny pw. Wniebowzięcia NMP funkcjonował jako parafialny do lat 30. XX wieku, obecnie jest w ruinie. 
We wsi funkcjonuje cerkiew prawosławna pw. św. Michała Archanioła z początków XX wieku, postawiona na miejscu wcześniejszych świątyń tego wyznania. Przed II wojną światową Sowieci odebrali ją wiernym, w czasie okupacji Niemcy trzymali w niej więźniów przed ich rozstrzelaniem, ale budynek pozostał w stanie prawie nienaruszonym. W 1965 roku cerkiew została widowiskowo rozburzona przez czołg na potrzeby sowieckiego filmu wojennego "Перекличка". Główną rolę grał w nim Nikita Michałkow. Świątynia została odbudowana.
W 1842 roku ludność wyznania rzymskokatolickiego wynosiła 1242 osoby.
Miejscowość przez trzy lata, od 1924 roku do 1927 roku, była siedzibą rejonu ziembińskiego.
Podczas okupacji hitlerowskiej, w lipcu 1941 roku Niemcy utworzyli getto dla żydowskich mieszkańców. Przebywało w nim około 800 osób. 18 sierpnia 1941 roku Niemcy zlikwidowali getto, a Żydów zamordowali. 

## Parafia Kościoła rzymskokatolickiego
Parafią Wniebowzięcia Najświętszej Maryi Panny w Ziembinie zarządzali Dominikanie. W kościele funkcjonowało bractwo różańca św. Szkoła parafialna utrzymywana była z dochodów klasztornych i miała własnego nauczyciela. W czasie wizyty metropolitalnej przebywało tutaj ośmiu uczniów.
Kościółek filialny położony w majętności Kryczynie, w dobrach obywateli Kuniewiczów, pierwotnie afiliowany był do kościoła borysowskiego. W roku 1800, z rozporządzenia biskupa diecezjalnego mińskiego, dołączony został do parafii ziembińskiej. Kościółek ufundował 2 listopada 1765 roku podkomorzy Rutowski, nadawszy na jego uposażenie coroczną opłatę z majętności Kryczyna w wysokości 120 złotych polskich z obowiązkiem odprawiania w nim w ciągu roku 12 mszy św. za duszę fundatora.
Klasztor Dominikanów w 1833 roku uległ kasacie. Kościół pozostał parafialnym z przydziałem do klasy V. Świecki proboszcz pobierał coroczną opłatę ze skarbu wysokości 230 rubli srebrnych i miał wydzieloną na swój użytek ziemię o wartości 30 dziesięcin.
Parafia ziembińska graniczyła z borysowską o dwie mile, z łohojską o trzy, z korzeńską i dziedziłowicką o dwie, z okołowską o jedną milę.